# Darmaraja (Lumbung)
Darmaraja is een bestuurslaag in het regentschap Ciamis van de provincie West-Java, Indonesië. Darmaraja telt 3252 inwoners (volkstelling 2010).